# Casa dos Timores
Das Casa dos Timores (auch Casa de Timores, deutsch Haus der Timoresen) war Anfang der 1970er Jahre eine Wohngemeinschaft und Treffpunkt von Osttimoresen, die im Mutterland Portugal studierten. Es befand sich in Lissabon in der Rua de Antero de Figueiredo 2, im 5. Stock, nahe dem Kino Vox. Erst ein Kulturzentrum, als Casa de Timor (deutsch Timorhaus) bekannt, wurde es nach der Nelkenrevolution von den Studenten besetzt und umbenannt.

## Mitglieder
Verstorbene Personen ohne Todesdatum starben während der indonesischen Besatzung (1975–1999) zu einem unbekannten Zeitpunkt.
- Marina Ribeiro Alkatiri,[3] Diplomatin
- Aires de Almeida,[3] Techniker
- Filomena de Almeida[3]
- Tomás Amaral[3]
- Abílio Araújo[2] (* 1949), Leiter der Auslandsdelegation der FRETILIN
- Guilhermina dos Santos de Araújo (Bimali),[2] Mitglied der Auslandsdelegation der FRETILIN und des CCF, Ehefrau von Abílio Araújo
- Hamis Bassarewan (Hata)[2] (1979 verschwunden), Unabhängigkeitsaktivist, Minister, Mitglied des CCF
- Rosa Bonaparte,[4] († 1975), Frauenrechtlerin, Mitglied des CCF, Präsidentin der OPMT
- Francisco Benevides[3]  († 2010), Mitglied des CCF, Regierungsmitglied (2002–2007)
- Olímpio Branco,[3] Politiker und Diplomat
- António Duarte Carvarino (Mau Lear)[2] († 1979), Freiheitskämpfer, Minister, Premierminister, stellvertretender Präsident, Mitglied des CCF
- Francisco Borja da Costa[2] (1946–1975), Mitglied des CCF, Journalist, Freiheitskämpfer, Dichter
- Álvaro Ramalinho da Cruz[3]
- Dulce Maria da Cruz (Wewe)[3] (†), Mitglied des CCF
- Manecas Cruz (Sekar)[3] (†)
- Celestino Encarnação[3]
- Óscar Faria[3] († Dezember 1975)
- Inácio Dias de Fonseca (Mau Solan)[3] († 1979), Mitglied des CCF, Regionalsekretär
- Vitor Gandara[3] (†)
- Vicente da Silva Guterres,[3] Politiker
- Felicidade Lopes Lay[3] (†), Mitglied der OPMT
- Carlos César Correia Lebre (Mau Laka)[2] (unbekannt–1979), Mitglied des CCF, Regionalsekretär, Freiheitskämpfer
- Fernando Teles do Nascimento[5] (1953–1980), Mitglied des CCF, Freiheitskämpfer
- Maria do Céu Pereira (Bi Lear)[2] (1979 verschwunden), Mitglied des CCF, Ehefrau von António Duarte Carvarino
- Silvério Pereira[3]
- Hélio Sanches Pina (Mau Kruma)[3] († 1979), Mitglied des CCF, Regionalsekretär, Freiheitskämpfer[3]
- Vicente dos Reis (Sa'he Reis)[5] († 1979), Mitglied des CCF, Minister, Freiheitskämpfer, Ehemann von Dulce Maria da Cruz
- Roque Rodrigues[2] (* 1949), Politiker
- Amelia Sequeira[3]
- Estanislau da Silva[3] (* 1952), Premierminister und Minister im unabhänggien Osttimor, Ehemann von Filomena de Almeida
- Venâncio Gomes da Silva (Mau Seran)[2] († 1980), Mitglied des CCF
- João Soares (Verbleib unbekannt)[3]
- Manuel Tilman[3] (* 1946), Politiker und Anwalt
- Justino Marato Yap, Unabhängigkeitsaktivist in Portugal[3]

Bonaparte und Rodrigues waren nur Gäste im Casa dos Timores, aber nicht Bewohner.

## Hintergrund
Ab 1948 gründete die portugiesische Regierung mehrere Kulturzentren für Studenten aus den Kolonien in Portugal. So gab es ein Casa de Angola, de Guiné-Bissau, de Macau, de Mozambique und ein Casa de São Tomé e Príncipe. Ab 1952 begannen afrikanische Studenten eine regelmäßige Studentenzeitung herauszugeben, die Boletim Estudante do Império. Der Inhalt bestand aus organisatorischen informationen bis hin zu Literarischem. Zu den Autoren zählten unter anderem spätere Unabhängigkeitsführer, wie Amílcar Cabral und Agostinho Neto. In den ersten Jahrzehnten fand Portugiesisch-Timor in dieser Zeitung keine Erwähnung, allein daher, weil nur sehr wenige Timoresen in Portugal studierten.
Ab 1971 initiierte die Regierung Portugals auch für ein Stipendienprogramm für Timoresen, die in Lissabon studieren wollten. Gouverneur Fernando Alves Aldeia (1972–1974) erweiterte das Programm und entsandte etwa hundert junge Timoresen nach Portugal, sowohl Männer, als auch Frauen. Das Stipendium wurde auf 15.000–20.000 Escudos für zehn Monate erweitert. Für die zwei Monate, wenn die Universität zur Urlaubszeit geschlossen war, gab es 1.800 Escudos pro Monat. Zu den Studienrichtungen gehörten Landwirtschaft, Ingenieurwesen, Philosophie und Jura. Einige der Stipendien kamen von der Stiftung Calouste Gulbenkian. Im akademischen Jahr 1972/73 wurden 37 Stipendien vergeben und 26 Studenten zum Studium zugelassen. Zur Nelkenrevolution 1974 waren 39 timoresische Studenten in Lissabon. Die meisten von ihnen waren beim Casa dos Timores aktiv, auch wenn nicht alle von ihnen später Unterstützer der FRETILIN wurden.

## Geschichte

### In Lissabon

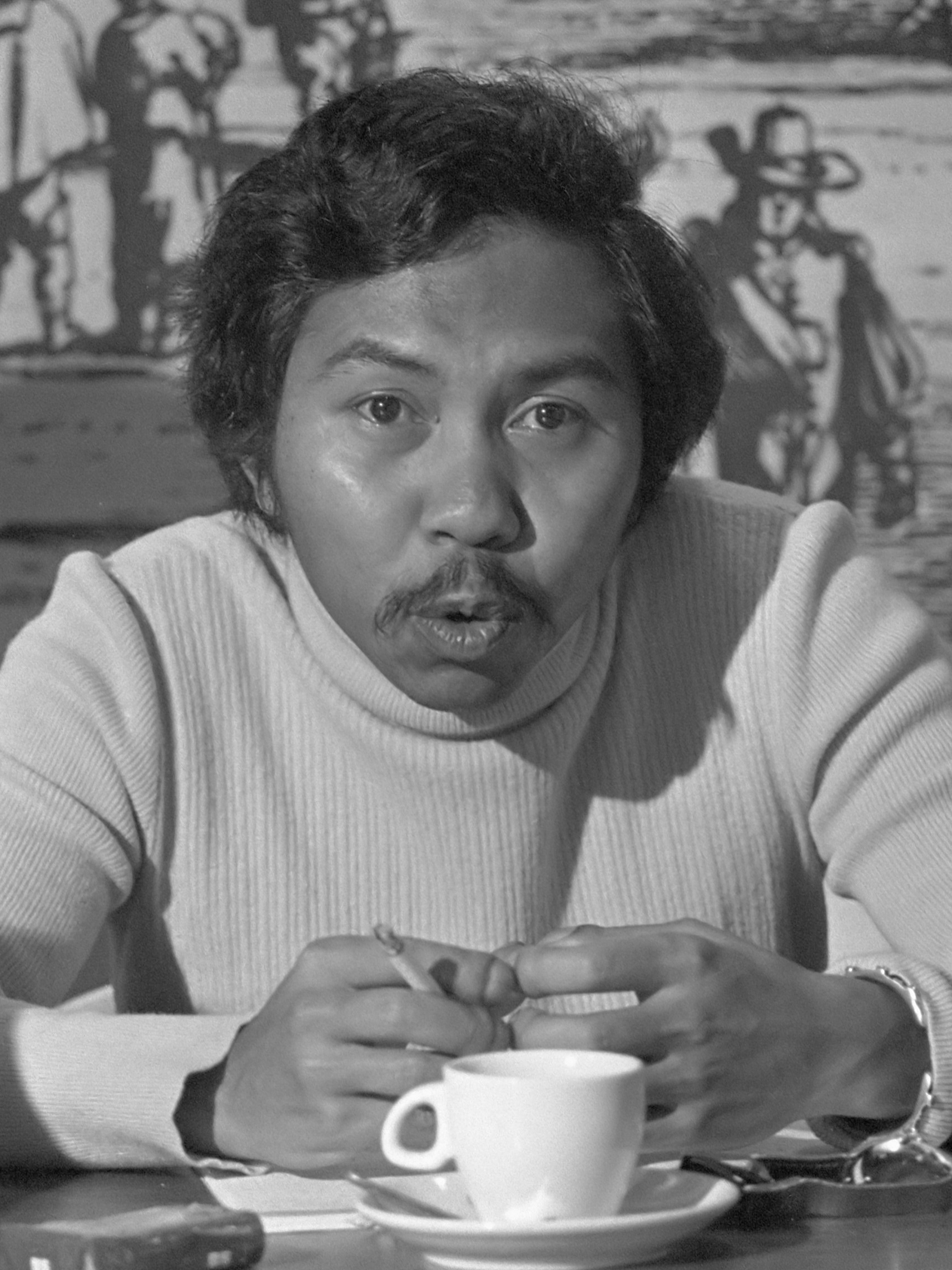
Abílio Araújo (1975)

Das Casa de Timor war ursprünglich von Portugiesen gegründet worden, die früher auf Timor gewesen waren. Es diente jenen mit einem Bezug zur Kolonie als Treffpunkt. Am 26. Januar 1974 weihte die portugiesische Regierung offiziell als timoresisches Kulturzentrum ein. Abílio Araújo, Vincente dos Reis, Hamis Bassarewan, António Carvarino und Justino Yap lehnten es ab. Sie lebten gemeinsam in einem gemieteten Haus und sahen das Casa als Ort der Reichen, mestiços und bufos (eine portugiesische Bezeichnung für Polizeispitzel) an. Sie besuchten regelmäßig das Haus von Aires de Almeida, einem indischstämmigen Timoresen, der bereits unter Beobachtung der Geheimpolizei stand. Infolgedessen wurden auch Carvarino und Araújo von der PIDE zum Verhör geladen und der Subversion beschuldigt.
Am 25. April 1974 kam es zur Nelkenrevolution linksgerichteten Armeegruppe Movimento das Forças Armadas und dem Sturz der portugiesischen Diktatur. Die timoresische Gruppe nutzte die Gelegenheit zur Besetzung des Casa de Timor, ebenso wie afrikanische Studentengruppen ihre Casas besetzten. Das Zentrum wurde in Casa dos Timores umbenannt, da der Name so besser zum sozialistischen Enthusiasmus der Studenten passen würde. Araújo wurde zum Studentenpräsident, Carvarino Direktor des Casa.
Araújo war zu diesem Zeitpunkt bereits Mitglied der Movimento Reorganizativo do Partido do Proletariado (MRPP), einer portugiesischen, maoistischen Partei, die als Gegenstück zur moskaunahen Partido Comunista Português (PCP) gegründet worden war. Auch Rosa Bonaparte, Cavarino und Bassarewan wurden MRPP-Mitglieder. Innerhalb der MRPP gab es einen Zweig, die Movimento Popular Anti-Colonial (MPAC), mit dem die Studenten im Casa dos Timores im Geheimen verbunden waren. Man knüpfte Verbindungen mit afrikanischen Unabhängigkeitsbewegungen und forderte auch für Portugiesisch-Timor die Unabhängigkeit. Teil der MRPP war die Resistência Popular Anti-Colonial, die innerhalb der portugiesischen Armee geschaffen wurde. Über die MRPP kamen die Studenten des Casa dos Timores in Kontakt mit Amílcar Cabral und lernten die Theorien des Brasilianers Paulo Freire zur Alphabetisierung kennen, die sie später auf Timor anwenden sollten. Zu den Besuchern gehörte auch Samora Machel. Man diskutierte über Politik und Antikolonialismus und studierte revolutionäre und nationalistische Texte. Das alles beeinflusste die linksextremistische Ausrichtung der Gruppe. Auf einem Foto werden Carvarino und seine Frau Maria do Céu Pereira von einem indonesischen Verleger als die „Maoisten aus Lissabon“ bezeichnet.
Auch Carlos Filipe Ximenes Belo, der spätere Bischof von Dili, der in dieser Zeit als junger Priester in Évora studierte, war im Kontakt mit den Studenten des Casa dos Timores. einige von ihnen hatten mit Belo zusammen auf dem Priesterseminar Nossa Senhora da Fatima in der Kolonialhauptstadt Dili gemeinsam studiert.
Im Oktober 1974 spaltete sich die Studentengruppe. Streitfrage war, ob man die im Mai in Portugiesisch-Timor gegründete Associação Social Democrática Timorense (ASDT) bedingungslos oder nur unter Vorbehalte unterstützen solle. Die zurückhaltende Fraktion war der Meinung, dass man sich nicht unbedingt auf die ASDT-Mitglieder in der Kolonie verlassen könne, da man nicht wisse, was sie dort unterstützen. Zu dieser Gruppe gehörten Aires de Almeida und Vicente Guterres. Die andere Gruppe vertraute darauf, dass man vor Ort in der Heimat über mehr Informationen über die Situation verfüge und besser entscheiden könne, in welche Richtung sich das Land entwickeln solle. Sie forderte volle Unterstützung für die ASDT ein.

### Wirken in Timor
Bei der Gründung der ASDT in Dili gehörte, laut einer Liste, zu den Mitgliedern des Organisationskomitees bereits Maria do Céu Pereira aus dem Casa dos Timores, was zeigt, dass die Studenten bereits seit Anfang an Kontakt zu der osttimoresischen Partei hatten. Sie vertraten aber einen weitaus stärker sozialistisch-marxistischen Weg, als die Parteimitglieder in der Kolonie.
Etwa 20 Studenten kehrten Ende 1974/Anfang 1975 nach Portugiesisch-Timor zurück, das in dieser Zeit auf seine Unabhängigkeit vorbereitet werden sollte. Die Gruppe sorgte für eine radikalere Ausrichtung der ASDT. So erfolgte am Tag der Rückkehr der wichtigsten Mitglieder, am 11. September 1974, die Umbenennung der Partei in FRETILIN, in Anlehnung an die marxistische FRELIMO in Mosambik.
Viele der Gruppe wurden Mitglied des Zentralkomitees der FRETILIN (CCF). Auch die im Oktober 1974 gegründete União Nacional dos Estudantes Timores (UNETIM), die sich an Schüler der Escola Tecnica und dem Liceu Dr. Francisco Machado in Dili wendete, stand unter der Führung der Leute aus dem Casa dos Timores. Man begann die revolutionären Theorien, die man in Lissabon kennengelernt hatte, in die Tat umzusetzen und kreierte aus den praktischen Erfahrungen heraus einen eigenen, timoresischen Weg der „Revolution der Maubere“. Mit ihren Aktionen befeuerte sie Befürchtungen, dass Osttimor nach der Unabhängigkeit kommunistisch werden könnte und sorgten mit für eine Begründung für Indonesien, das Land ab 1975 zu besetzen (Operation Seroja).

### Verbleib der Mitglieder
Von den 18 in Osttimor verbliebenen Mitgliedern des Casa dos Timores starben alle im Krieg gegen Indonesien, bis auf Francisco Benevides. Abílio Araújo und seine Frau Guilhermina verbrachten die Besatzungszeit in Europa. Sie brachen 1993 mit der FRETILIN. Araújo gründete im befreiten Osttimor die Partido Nasionalista Timorense (PNT) und spielte in dem unabhängigen Land eine politische Nebenrolle. Roque Rodrigues wurde Vertreter der FRETILIN in Mosambik und später in Angola. Im unabhängigen Osttimor wurde er Verteidigungsminister. Manuel Tilman lebte in Portugal und Macau und kehrte erst nach der Besatzung nach Osttimor zurück, wo er als Politiker der KOTA und Anwalt tätig wurde. Aires de Almeida lebte in Portugal und zog 1978 nach Australien. Seit der Unabhängigkeit lebt er in Dili. Vicente da Silva Guterres arbeitete für die Diplomatische Front des Timoresischen Widerstands in Portugal. Im unabhängigen Osttimor wurde er Politiker und Parlamentspräsident (2012–2016). Estanislau da Silva und seine Frau Filomena de Almeida blieben zunächst in Portugal, verbrachten dann die Besatzungszeit als Aktivisten in Australien und Mosambik. Estanisslau da Silva wurde unter anderem 2007 kurzzeitig Premierminister Osttimors. Almeida arbeitet in der Abteilung für Propaganda und Information (DEPIM) der FRETILIN.